# 대전세종지방중소벤처기업청
대전·세종지방중소벤처기업청(大田世宗地方中小벤처企業廳)은 대전광역시, 세종특별자치시 중소기업 정책의 기획·종합, 중소기업의 보호·육성, 창업·벤처기업의 지원, 대·중소기업 간 협력 및 소상공인에 대한 보호·지원에 관한 사무를 관장하는 대한민국 중소벤처기업부의 소속기관이다. 2020년 3월 31일 발족하였으며, 대전광역시 유성구 가정북로 104에 위치하고 있다. 청장은 서기관·기술서기관 또는 공업연구관으로 보한다.

## 연혁
- 1996년 2월 9일: 중소기업청 소속으로 대전·충남지방중소기업청 설치.[3]
- 1998년 8월 1일: 대전·충남지방중소기업청을 폐지. 소관 사무를 중소기업청으로 이관 대전·충남지방중소기업사무소 설치.[4]
- 2007년 3월 22일: 중소기업청 소속으로 대전·충남지방중소기업청 재설치.[5]
- 2017년 7월 26일: 중소벤처기업부 소속 대전·충남지방중소벤처기업청으로 개편.[6]
- 2020년 3월 31일: 중소벤처기업부 대전·충남지방중소벤처기업청을 폐지하고 대전광역시와 세종특별자치시를 전담하는 대전·세종지방중소벤처기업청을 신설.[7]

## 조직

### 청장
- 지역정책과[8]
- 지역혁신과[8]

### 소속기관
충남사무소(충남청 신설 이후 폐지)